# José Pardina
José Pardina Cancer (Huesca, 1953). Periodista español. Licenciado en Historia Moderna por la Universidad de Barcelona (1975) y en Ciencias de la Información (1978, Universidad Autónoma de BCN). Se inició en el oficio en el diario Heraldo de Aragón (Zaragoza, 1977) y fue delegado en Cataluña del semanario de información general "Opinión" (Grupo Planeta). 
Cofundador de la revista de divulgación científica Muy Interesante, lanzada en 1981. Ha sido director de la publicación desde 1989 hasta 2015, así como de sus extensiones de marca Muy Junior (2005-2010) y Muy Historia. Entre 1991 y 1994 compaginó su tarea con la dirección de la revista de grandes reportajes GEO (revista), también del Grupo G+J España-Bertelsmann. 
En 2001 fue elegido Director del Año por la Asociación de Revistas de Información (ARI). Fue vicepresidente de la Asociación Española de Comunicación Científica y ha sido profesor invitado de los másteres de periodismo científico en las universidades de Zaragoza; Pompeu Fabra (Barcelona) y Carlos III (Madrid).
De 2015 a 2020 desempeñó el cargo de Consejero Editorial en G+J España.
- Datos: Q5944521